# 劉秉
劉秉（433年—477年），字彦节。南北朝時期南朝宋宗室，长沙景王刘道鄰之孙，新渝惠侯劉义宗第二子。

## 生平
劉秉早年为著作郎，历任羽林监、越骑校尉、中书侍郎及黄门侍郎。宋明帝泰始初，出任侍中，后历任左卫将军、丹阳尹、太子詹事、吏部尚书。劉秉作为宗室中少有的杰出者，得到朝野的赞誉，也素为宋明帝所器重。泰始七年七月辛未（471年8月16日），出任使持节、都督南徐、徐、豫、青、兗、冀六州诸军事、後將軍、南徐州刺史，加散騎常侍。
泰豫元年闰七月甲辰（472年9月12日），改任都督郢州、司州之义阳、豫州之西阳二郡诸军事、平西将军、郢州刺史。未就任，十一月己亥（473年1月5日），改任左仆射，參選舉事。元徽元年（473年）再獲加領吏部，加兵五百人。元徽二年（474年），桂陽王劉休範起兵直撲建康，劉秉權兼領軍將軍，並准率所加兵士入衞殿省。同年休範被平定，獲加散骑常侍、丹阳尹，但解領吏部，受封当阳县侯，食邑一千户。其後劉秉與袁粲、褚淵及蕭道成四人按日輪換入值決斷朝事，當時人將之號為「四貴」。元徽四年（476年），改任中书令，加抚军将军。
升明元年（477年），蕭道成廢殺宋後廢帝，後召集四貴商議後事，他先問劉秉，劉秉卻推回給蕭道成，道成再問袁粲，袁粲又不接受，褚淵更推道成主事，道成遂立宋順帝，劉秉改任尚书令、中领军。当时萧道成把持朝政，欲篡位，劉秉心中不安，遂与袁粲、黄回等人预谋除掉萧道成。當年年末，荊州刺史沈攸之起兵反蕭道成，時屯於石頭城的司徒袁粲等正謀響應，遂打算讓劉秉等人夜入石頭聚眾起事，黃回則領於新亭的兵將起事，兩軍與禁中的直閤將軍卜伯興及劉秉堂弟領軍將軍劉韞聯手擊殺守朝堂的蕭道成。蕭道成卻收到了風聲，先命王敬則為直閤將軍防備伯興等人，另派薛淵等將助守石頭，實質是防備袁粲。而到了約定當日劉秉就恐懼不己，申時吃過飯後就立即帶著家眷和部曲們跑到石頭城那裏，遂令圖謀徹底敗露，袁粲見他早來了亦大驚，明言事敗，但劉秉竟說：「今得見公，萬死亦何恨。」最終眾人在道成勢力壓制下失敗，袁粲於石頭城被殺，劉秉逃到额檐湖被擒获处死，时年四十五岁。后沈攸之亦被镇压。
萧道成代宋建立南齐，后来其子齐武帝继位，于永明元年（483年）四月准许袁粲、刘秉、沈攸之以礼重新安葬。

## 家庭

### 妻
- 兰陵萧氏，蕭思話女

### 子
- 劉承，出繼劉秉兄劉玠，爵新渝縣侯。因劉秉被誅殺。
- 劉俁，劉秉敗後打扮成和尚向京口逃亡，但在客舍被認出，被捕處死。
- 劉陔，與劉俁一同逃亡，被捕處死。